# Бондјуел (Висконсин)
Бондјуел (енгл. Bonduel) град је у америчкој савезној држави Висконсин.

## Демографија
По попису из 2010. године број становника је 1.478, што је 62 (4,4%) становника више него 2000. године.
| Група             | 2000.         | 2010.         |
| Белци             | 1.364 (96,3%) | 1.401 (94,8%) |
| Афроамериканци    | 2 (0,1%)      | 12 (0,8%)     |
| Азијати           | 0 (0,0%)      | 6 (0,4%)      |
| Хиспаноамериканци | 27 (1,9%)     | 25 (1,7%)     |
| Укупно            | 1.416         | 1.478         |